# Arrecife de la Cruzada
El arrecife de la Cruzada (en inglés: Port Egmont Cays) es un arrecife de 30 m de altura ubicado entre las islas Gobierno y Los Hermanos, al norte de las islas Vigía y Trinidad, en el archipiélago de las Malvinas. El nombre proviene de Puerto de la Cruzada, llamado Puerto Egmont en inglés.